# Agencja Wywiadu
Agencja Wywiadu (AW) (JW 3164) – polska służba specjalna odpowiedzialna za wywiad zagraniczny. Misją AW jest dostarczanie wywiadowczej, wyprzedzającej, ekskluzywnej informacji najważniejszym organom władzy państwowej Rzeczypospolitej Polskiej. Najwyższym organem kierowniczym AW jest Szef Agencji Wywiadu.
Zgodnie z art. 6 ust. 2 ustawy z dnia 24 maja 2002 r. o Agencji Bezpieczeństwa Wewnętrznego oraz Agencji Wywiadu zadania prawnie przypisane Agencji Wywiadu realizowane są poza granicami Rzeczypospolitej Polskiej. Agencja Wywiadu może realizować na terytorium Polski czynności określone w odrębnych przepisach, jednak wyłącznie w związku z realizacją działań poza granicami państwa.

## Podstawa prawna
Do najważniejszych dokumentów regulujących funkcjonowanie AW należą:
- Ustawa z dnia 24 maja 2002 r. o Agencji Bezpieczeństwa Wewnętrznego i Agencji Wywiadu (Dz.U. z 2025 r. poz. 902 z późn. zm.)
- Ustawa z dnia 24 maja 2013 r. o środkach przymusu bezpośredniego i broni palnej (Dz.U. z 2025 r. poz. 555)
- Ustawa z dnia 5 sierpnia 2010 r. o ochronie informacji niejawnych (Dz.U. z 2024 r. poz. 632 z późn. zm.)
- Ustawa z dnia 10 czerwca 2016 r. o działaniach antyterrorystycznych (Dz.U. z 2025 r. poz. 194)

## Geneza
Kiedy w roku 1989 zakończył się okres istnienia Polskiej Rzeczypospolitej Ludowej, nowe władze stanęły przed wyzwaniem reformy służb specjalnych, które przez większość Polaków były postrzegane bardzo negatywnie.
W kwietniu 1990 r. uchwalono ustawę o utworzeniu Urzędu Ochrony Państwa (UOP), który zastąpił Departament I i II Ministerstwa Spraw Wewnętrznych. Oznaczało to likwidację Służby Bezpieczeństwa (SB). UOP był odrębną, neutralną instytucją, niebędącą częścią Ministerstwa Spraw Wewnętrznych, co wskazywało na odpolitycznienie służb wywiadowczych. Urząd Ochrony Państwa był nadzorowany przez MSW w zakresie polityki kadrowej, ogólnej polityki szefa UOP i jej zgodności z polityką państwa. Już wtedy zdawano sobie jednak sprawę, że wywiad powinien raczej podlegać organom zajmującym się sprawami zagranicznymi. Powodem, dla którego w 1990 r. nie zdecydowano się jeszcze na rozdzielenie wywiadu i kontrwywiadu, była kosztowność takiego przedsięwzięcia.
Jednym z dużych sukcesów polskiego wywiadu w okresie istnienia UOP była Operacja Samum. Polegała na udzieleniu pomocy w ściśle tajnej ewakuacji amerykańskich funkcjonariuszy CIA, DIA i NSA z Iraku w 1990 r. Rolę dowódcy operacji pełnił płk Gromosław Czempiński. Głównym zadaniem polskiego wywiadu było nawiązanie kontaktu z amerykańskimi funkcjonariuszami i przekazanie im polskich paszportów, tak by mogli opuścić Irak autobusem wraz z polskimi i rosyjskimi robotnikami. Operacja zakończyła się sukcesem, a oprócz udanej ewakuacji agentów, polscy funkcjonariusze zdołali także zdobyć tajne mapy Bagdadu z wojskowymi instalacjami. W nagrodę za pomoc, której polski wywiad udzielił USA, amerykański rząd umorzył połowę długu zagranicznego Polski, zaciągniętego jeszcze w okresie PRL, czyli 16,5 mld USD.
W 2002 r. zdecydowano się na reformę i na podstawie Ustawy z dnia 24 maja 2002 r. o Agencji Bezpieczeństwa Wewnętrznego oraz Agencji Wywiadu zlikwidowano UOP, w jego miejsce powołując AW i Agencję Bezpieczeństwa Wewnętrznego (ABW). Ustawa definiowała zadania nowych agencji w dziedzinie ochrony bezpieczeństwa państwa oraz regulowała zasady pracy i wewnętrznego funkcjonowania. Reforma z 2002 r. poza utworzeniem dwóch instytucji w miejsce jednej, nie wprowadziła głębokich zmian w stosunku do ustawy z 1990 r. AW i ABW przejęły dotychczasowe zadania UOP funkcjonującego od 1990 roku.
Agencja Wywiadu rozpoczęła działalność 29 czerwca 2002 r. W ten sposób wywiad stał się samodzielną instytucją administracji RP podlegającą Prezesowi Rady Ministrów. Zgodnie z Ustawą z 2002 r. Szef AW (podobnie jak i Szef ABW) stawał się centralnym organem administracji rządowej w randze sekretarza stanu. Zdecydowano, że stanowisko Szefa AW będzie powierzane cywilnym politykom, niewywodzącym się ze służb mundurowych. Według projektodawców taka zmiana miała skutkować wzmocnieniem nadzoru nad agencją, ponieważ Szef miał być osobą z zewnątrz. Pojawiło się jednak wiele głosów sprzeciwu wobec takiego rozwiązania. Krytycy stwierdzali, że brak wystarczającej wiedzy Szefa AW na temat funkcjonowania agencji, będzie skutkował de facto przejęciem jego obowiązków przez zastępcę szefa. Obawiano się także, że takie rozwiązanie naruszało zasadę apolityczności służb specjalnych.
Już przed wejściem w życie Ustawy z 2002 r. i powołaniem dwóch odrębnych agencji, stanowisko Szefa UOP stało się przedmiotem sporu konstytucyjnego. Funkcję tę powierzono bowiem Zbigniewowi Siemiątkowskiemu, który był zarówno posłem, jak i sekretarzem stanu. Spór dotyczył kwestii łączenia mandatu posła z innym zatrudnieniem w administracji rządowej. Zgodnie z art. 103 ust.1 Konstytucji RP jest to zakazane. Z drugiej strony w tym samym miejscu w Konstytucji RP pojawia się jednak wyjątek od tej reguły mówiący o tym, że w parlamencie mogą zasiadać członkowie Rady Ministrów i sekretarze stanu w administracji rządowej. W sprawie tej głos zabrał Trybunał Konstytucyjny, który w 2004 r. (już po reformie z 2002 r.) orzekł, że nadawanie Szefom ABW i AW rangi sekretarzy stanu jest niezgodne z konstytucją, ponieważ stanowi obejście zakazu łączenia mandatu parlamentarnego z zatrudnieniem w administracji rządowej. Zgodnie z wyrokiem TK jedynym skutkiem prawnym nadania rangi sekretarza stanu jest możliwość łączenia funkcji szefa agencji z mandatem parlamentarnym.

## Wspólnota Informacyjna Rządu
W latach 2002–2005 szef AW był dodatkowo umocowany w ramach Wspólnoty Informacyjnej Rządu. Był to organ działający przy Radzie Ministrów. W ramach Wspólnoty organy administracji rządowej były zobowiązane do przekazywania szefowi AW informacji istotnych dla bezpieczeństwa zewnętrznego i międzynarodowej pozycji Rzeczypospolitej Polskiej. Otrzymane informacje szef AW przedstawiał na najbliższym posiedzeniu Wspólnoty, ta zaś przynajmniej raz na kwartał dokonywała ich analiz. W skład wspólnoty oprócz szefa AW wchodzili przedstawiciele MSZ, MON, MF, Ministerstwa Gospodarki, MSWiA oraz WSI i ABW. Do dziś nie stworzono organu mającego być sukcesorem Wspólnoty.

## Struktura
W skład Agencji Wywiadu wchodzą następujące jednostki organizacyjne:
- Departament A
- Departament B
- Departament C
- Biuro I
- Biuro II
- Biuro III
- Biuro IV
- Biuro V
- Biuro VI
- Biuro VII
- Biuro VIII
- Biuro IX
- Biuro X.

W strukturze organizacyjnej AW funkcjonuje także grupa stanowisk samodzielnych.
Szef Agencji Wywiadu jest uprawniony do tworzenia lub powoływania – w zakresie swojej właściwości i stosownie do potrzeb:
- zespołów – o charakterze stałym lub doraźnym (np. typu zespołów zadaniowych),
- kolegialnych organów doradczych i opiniodawczych[18].

## Kierownictwo
Szef Agencji Wywiadu jest centralnym organem administracji rządowej, który podlega bezpośrednio Prezesowi Rady Ministrów. Szefa Agencji Wywiadu powołuje i odwołuje Prezes Rady Ministrów, po zasięgnięciu opinii Prezydenta Rzeczypospolitej Polskiej, Kolegium do Spraw Służb Specjalnych oraz sejmowej Komisji do Spraw Służb Specjalnych. Z kolei zastępców Szefa Agencji Wywiadu powołuje i odwołuje na wniosek Szefa Agencji Wywiadu Prezes Rady Ministrów, po zasięgnięciu opinii sejmowej Komisji do Spraw Służb Specjalnych.
Szefa AW, w czasie jego nieobecności, zastępuje wyznaczony przez niego zastępca działający w ramach udzielonych mu pełnomocnictw.
Do zadań Szefa Agencji Wywiadu należy m.in. wydawanie zarządzeń, decyzji, rozkazów, wytycznych i poleceń określających sposób działania Agencji Wywiadu, kierowanie Agencją Wywiadu (bezpośrednie lub poprzez swoich zastępców) i przedstawianie Prezesowi Rady Ministrów: rocznych planów działania Agencji Wywiadu oraz sprawozdań z jej działalności.
Obecnym szefem AW, od 5 marca 2024 jest płk Paweł Szota. Funkcje zastępców Szefa AW pełnią: płk Dominik Duda (od 2016) oraz Marek Stępień (od 2024).

### Kompetencje Szefa AW
Szef AW w zakresie swoich kompetencji i obowiązków:
- wydaje zarządzenia, decyzje, rozkazy, wytyczne i polecenia określające sposób działania Agencji Wywiadu;
- nadaje jednostkom organizacyjnym Agencji Wywiadu, w drodze zarządzeń, regulaminy organizacyjne określające ich wewnętrzną strukturę i szczegółowe zadania;
- może tworzyć lub powoływać zespoły o charakterze stałym lub doraźnym, a także kolegialne organy doradcze i opiniodawcze, oraz także tworzyć, przekształcać i likwidować ośrodki szkolenia Agencji Wywiadu;
- kieruje Agencją Wywiadu w sposób bezpośredni lub pośrednio przez swoich zastępców, a także przy pomocy dyrektorów poszczególnych biur Agencji, ponadto może upoważnić podległych mu funkcjonariuszy do załatwiania spraw w swoim imieniu (w określonym zakresie);
- wnioskuje do Prezesa Rady Ministrów o powołanie i odwołanie Zastępców Szefa Agencji Wywiadu;
- przedstawia Prezesowi Rady Ministrów: roczne plany działania Agencji Wywiadu oraz sprawozdania z jej działalności;
- współdziała w ramach realizacji swoich zadań z Szefem ABW;
- może podejmować (po uzyskaniu zgody Prezesa Rady Ministrów) współdziałanie z właściwymi organami i służbami innych państw (w zakresie swojej właściwości, w celu realizacji zadań Agencji);
- uczestniczy w posiedzeniach Kolegium do Spraw Służb Specjalnych;
- przekazuje niezwłocznie Prezydentowi i Prezesowi Rady Ministrów informacje mogące mieć istotne znaczenie dla bezpieczeństwa i międzynarodowej pozycji Polski, a jeśli uzyskane informacje dotyczą spraw objętych zakresem działania właściwego ministra – przekazuje je temu ministrowi, chyba że premier zdecyduje inaczej;
- otrzymuje od organów administracji rządowej informacje istotne dla bezpieczeństwa zewnętrznego i międzynarodowej pozycji Polski, które przekazuje prezydentowi, premierowi, właściwym ministrom lub Szefowi ABW;
- określa obieg informacji (w tym niejawnych) w Agencji Wywiadu oraz udziela zezwoleń aktualnym i byłym funkcjonariuszom i pracownikom Agencji Wywiadu, a także osobom udzielającym im pomocy w wykonywaniu czynności operacyjno-rozpoznawczych, na udzielenie informacji niejawnej określonej osobie lub instytucji;
- jest właściwy w sprawach osobowych funkcjonariuszy w zakresie: przyjmowania do służby w Agencji Wywiadu, mianowania na stanowiska służbowe, przenoszenia, delegowania, oddelegowywania (w tym poza Agencję Wywiadu), zwalniania i odwoływania ze stanowisk służbowych, zawieszania w czynnościach służbowych i uchylania zawieszenia, zwalniania ze służby oraz stwierdzania wygaśnięcia stosunku służbowego, a w określonym zakresie – także do mianowania na stopień;
- posiada w stosunku do funkcjonariuszy Agencji Wywiadu władzę dyscyplinarną, będąc właściwym do wymierzania im kar oraz udzielania wyróżnień;
- jest właściwy w innych sprawach osobowych funkcjonariuszy, w szczególności w zakresie: udzielania funkcjonariuszom zezwoleń na wyjazd za granicę, a także na przynależność do organizacji lub stowarzyszeń zagranicznych albo międzynarodowych oraz podjęcia decyzji o skierowaniu funkcjonariusza na badania psychofizjologiczne[23].

### Dotychczasowi Szefowie AW
| Osoba | Osoba                          | Okres sprawowania funkcji | Okres sprawowania funkcji |
| #     | imię i nazwisko                | od                        | do                        |
| ----- | ------------------------------ | ------------------------- | ------------------------- |
| 1     | Zbigniew Siemiątkowski         | 28 czerwca 2002           | 11 maja 2004              |
| –     | Andrzej Derlatka (p.o.)        | 11 maja 2004              | 11 sierpnia 2004          |
| 2     | Andrzej Ananicz                | 11 sierpnia 2004          | 24 listopada 2005         |
| 3     | gen. bryg. Zbigniew Nowek      | 24 listopada 2005         | 5 marca 2008              |
| –     | Andrzej Ananicz (p.o.)         | 5 marca 2008              | 7 czerwca 2008            |
| –     | gen. bryg. Maciej Hunia (p.o.) | 7 czerwca 2008            | 11 sierpnia 2008          |
| 4     | gen. bryg. Maciej Hunia        | 11 sierpnia 2008          | 19 listopada 2015         |
| –     | płk Grzegorz Małecki (p.o.)    | 19 listopada 2015         | 19 lutego 2016            |
| 5     | płk Grzegorz Małecki           | 19 lutego 2016            | 27 września 2016          |
| –     | Piotr Krawczyk (p.o.)          | 27 września 2016          | 28 grudnia 2016           |
| 6     | Piotr Krawczyk                 | 28 grudnia 2016           | 8 sierpnia 2022           |
| 7     | płk Bartosz Jarmuszkiewicz     | 8 sierpnia 2022           | 19 grudnia 2023           |
| –     | płk Paweł Szota (p.o.)         | 19 grudnia 2023           | 5 marca 2024              |
| 8     | płk Paweł Szota                | 5 marca 2024              | nadal                     |

## Organizacja i finansowanie
Kierunki działania Agencji są określane przez Prezesa Rady Ministrów w drodze wytycznych. Statut Agencji, który określa jej organizację wewnętrzną, nadawany jest w drodze zarządzenia przez Prezesa Rady Ministrów. Natomiast Szef Agencji, w drodze zarządzenia, nadaje regulamin organizacyjny jednostkom organizacyjnym Agencji, w których określa ich strukturę wewnętrzną i szczegółowe zadania. Dodatkowo może także, w drodze zarządzeń, tworzyć, przekształcać i likwidować ośrodki szkolenia Agencji, określając ich strukturę, zadania oraz zasady funkcjonowania w zakresie nieobjętym innymi przepisami oraz tworzyć zespoły o charakterze stałym lub doraźnym, określając ich nazwę, skład osobowy oraz szczegółowy zakres i tryb działania.
Szef Agencji, może również w celu realizacji zadań Agencji podejmować współdziałanie z właściwymi organami i służbami innych państw. Takie podjęcie współpracy może nastąpić po uzyskaniu zgody Prezesa Rady Ministrów.
Wydatki i dochody Agencji Wywiadu są realizowane w części 59 budżetu państwa. Koszty realizacji zadań Agencji, w zakresie których – ze względu na wyłączenie jej jawności – nie mogą być stosowane przepisy o finansach publicznych, rachunkowości i zamówieniach publicznych, są finansowane z utworzonego na ten cel funduszu operacyjnego. Zasady tworzenia takiego funduszu i gospodarowania nim określa w drodze zarządzeń Szef Agencji.
W ustawie budżetowej na rok 2024 wydatki AW zaplanowano w wysokości 329,864 mln zł.

## Zadania
Zadania Agencji Wywiadu zostały przedstawione w art. 6, ust. 1, pkt 1-9 Ustawy o Agencji Bezpieczeństwa Wewnętrznego oraz Agencji Wywiadu z 24 maja 2002 r. i należą do nich:
- uzyskiwanie, analizowanie, przetwarzanie i przekazywanie właściwym organom informacji mogących mieć istotne znaczenie dla bezpieczeństwa i międzynarodowej pozycji Rzeczypospolitej Polskiej oraz jej potencjału ekonomicznego i obronnego,
- rozpoznawanie i przeciwdziałanie zagrożeniom zewnętrznym godzącym w bezpieczeństwo, obronność, niepodległość i nienaruszalność terytorium Rzeczypospolitej Polskiej,
- ochrona zagranicznych przedstawicielstw Rzeczypospolitej Polskiej i ich pracowników przed działaniami obcych służb specjalnych i innymi działaniami mogącymi przynieść szkodę interesom Rzeczypospolitej Polskiej,
- zapewnienie ochrony kryptograficznej łączności z polskimi placówkami dyplomatycznymi i konsularnymi oraz poczty kurierskiej,
- rozpoznawanie międzynarodowego terroryzmu, ekstremizmu oraz międzynarodowych grup przestępczości zorganizowanej,
- rozpoznawanie międzynarodowego obrotu bronią, amunicją i materiałami wybuchowymi, środkami odurzającymi i substancjami psychotropowymi oraz towarami, technologiami i usługami o znaczeniu strategicznym dla bezpieczeństwa państwa, a także rozpoznawanie międzynarodowego obrotu bronią masowej zagłady i zagrożeń związanych z rozprzestrzenianiem tej broni oraz środków jej przenoszenia,
- rozpoznawanie i analizowanie zagrożeń występujących w rejonach napięć, konfliktów i kryzysów międzynarodowych, mających wpływ na bezpieczeństwo państwa, oraz podejmowanie działań mających na celu eliminowanie tych zagrożeń,
- rozpoznawanie, przeciwdziałanie i zapobieganie zdarzeniom o charakterze terrorystycznym wymierzonym przeciwko obywatelom lub mieniu Rzeczypospolitej Polskiej poza granicami państwa, z wyłączeniem zdarzeń o charakterze terrorystycznym wymierzonych przeciwko personelowi lub mieniu Sił Zbrojnych Rzeczypospolitej Polskiej;
- prowadzenie wywiadu elektronicznego,
- podejmowanie innych działań określonych w odrębnych ustawach i umowach międzynarodowych.

Zadania przypisane Agencji Wywiadu są realizowane poza granicami Rzeczypospolitej Polskiej. Natomiast na terytorium Polski może ona prowadzić czynności określone w odrębnych przepisach, jednak wyłącznie w związku z realizacją działań poza granicami państwa.
Poza realizacją zadań określonych w art. 6 ust. 1 ustawy o ABW oraz AW, obszary zainteresowań Agencji Wywiadu wynikają również z dorocznych wytycznych Prezesa Rady Ministrów, a także zapisów Strategii Bezpieczeństwa Narodowego Rzeczypospolitej Polskiej.

## Uprawnienia funkcjonariuszy
Uprawnienia funkcjonariuszy AW są opisane w rozdziale IV Ustawy o Agencji Bezpieczeństwa Wewnętrznego oraz Agencji Wywiadu.
W zakresie zadań Agencji Wywiadu, które wymienione zostały powyżej, funkcjonariusze AW wykonują czynności operacyjno-rozpoznawcze i analityczno-informacyjne.
Funkcjonariusze AW, mają prawo:
1. żądania niezbędnej pomocy od instytucji państwowych, organów administracji rządowej i samorządu terytorialnego oraz przedsiębiorców prowadzących działalność w zakresie użyteczności publicznej; wymienione instytucje, organy i przedsiębiorcy są obowiązani, w zakresie swojego działania, do udzielania nieodpłatnie tej pomocy, w ramach obowiązujących przepisów prawa;
2. zwracania się o niezbędną pomoc do innych przedsiębiorców, jednostek organizacyjnych i organizacji społecznych oraz zwracania się w nagłych wypadkach do każdej osoby o udzielenie doraźnej pomocy, w ramach obowiązujących przepisów prawa.

W przypadkach określonych w ustawie z dnia 24 maja 2013 r. o środkach przymusu bezpośredniego i broni palnej, funkcjonariusz AW może użyć środków przymusu bezpośredniego oraz może użyć broni palnej lub ją wykorzystać. W związku z wykonywaniem swoich zadań Agencje zapewniają ochronę środków, form i metod realizacji zadań, zgromadzonych informacji oraz własnych obiektów i danych identyfikujących funkcjonariuszy tych Agencji.
Funkcjonariusze AW mają prawo przeprowadzania doprowadzenia lub konwoju. W tej sytuacji mogą, jeżeli jest to niezbędne do zapewnienia bezpieczeństwa tego doprowadzenia lub konwoju, wydawać polecenia określonego zachowania się.
W zakresie swojej właściwości AW może uzyskiwać informacje, w tym także niejawnie, gromadzić je, sprawdzać i przetwarzać.

## Status funkcjonariuszy
Służbę w AW mogą pełnić osoby spełniające kryteria określone w rozdziale V Ustawy o Agencji Bezpieczeństwa Wewnętrznego oraz Agencji Wywiadu. Przed podjęciem służby funkcjonariusze muszą złożyć ślubowanie wg specjalnej roty i w ramach swoich działań muszą dochowywać obowiązków w niej określonych. Ponadto obowiązkiem funkcjonariusza jest odmówienie wykonania rozkazu lub polecenia przełożonego, jeśli jego wykonanie równałoby się popełnieniu przestępstwa.
Funkcjonariusze AW podlegają pewnym ograniczeniom praw i wolności jednostki, m.in. nie mogą być członkami partii politycznej, zrzeszać się w związkach zawodowych ani podejmować pracy zarobkowej poza służbą. Muszą również uzyskiwać każdorazowo zgodę Szefa Agencji na wyjazd za granicę i informować o wyjeździe za granicę dzieci lub współmałżonka.

## Pełnienie służby

### Wymagania
Art. 44 pkt. 1–5 ustawy wskazują, kto może pełnić służbę w AW. Musi to być osoba:
- Posiadająca obywatelstwo polskie,
- Korzystająca z pełni praw publicznych,
- Wykazująca nieskazitelną postawę moralną, obywatelską i patriotyczną,
- Dająca pewność zachowania tajemnicy stosownie do wymogów określonych w przepisach o ochronie informacji niejawnych,
- Posiadająca co najmniej średnie wykształcenie i określone kwalifikacje zawodowe oraz zdolność fizyczną i psychiczną do służby w formacjach uzbrojonych, wymagających szczególnej dyscypliny służbowej, której gotowa jest się podporządkować[19].

### Etapy rekrutacji
Przyjęcie kandydata do służby w AW następuję po przeprowadzeniu postępowania kwalifikacyjnego, na które składają się:
1. Przyjęcie szczegółowej dokumentacji kandydata: w tym podania o przyjęcie do służby, kwestionariusza osobowego, dokumentów potwierdzających wykształcenie i kwalifikacje zawodowe, a także informacje o uprzednim zatrudnieniu,
2. Rozmowa kwalifikacyjna,
3. Postępowanie sprawdzające, określone w przepisach o ochronie informacji niejawnych,
4. Sprawdzenie umiejętności kandydata do pełnienia służby z zakresu sprawności fizycznej i psychicznej.

### Zwolnienie funkcjonariusza ze służby
Następuje w przypadku:
1. orzeczenia trwałej niezdolności do służby przez komisję lekarską AW,
2. nieprzydatności do służby, stwierdzonej w opinii służbowej w okresie służby przygotowawczej,
3. wymierzenia kary dyscyplinarnej wydalenia ze służby,
4. skazania prawomocnym wyrokiem sądu za przestępstwo umyślne ścigane z oskarżenia publicznego,
5. utraty obywatelstwa polskiego lub nabycia obywatelstwa innego państwa,
6. niewywiązywania się z obowiązków służbowych w okresie odbywania służby stałej, stwierdzonego w dwóch kolejnych opiniach, między którymi upłynęło co najmniej 6 miesięcy,
7. skazania prawomocnym wyrokiem sądu za przestępstwo inne niż określone w pkt. 4,
8. objęcia kierowniczego stanowiska państwowego albo objęcia funkcji z wyboru w organach samorządu terytorialnego,
9. nabycia prawa do emerytury w pełnym wymiarze, określonego w przepisach odrębnych,
10. gdy wymaga tego ważny interes służby,
11. likwidacji jednostki organizacyjnej AW lub jej reorganizacji połączonej ze zmniejszeniem obsady etatowej, jeżeli przeniesienie funkcjonariusza do innej jednostki organizacyjnej AW lub na niższe stanowisko służbowe nie jest możliwe,
12. dwukrotnego niestawienia się bez usprawiedliwienia przed komisją lekarską, do której został skierowany w celu określenia jego stanu zdrowia,
13. upływu 12 miesięcy od dnia zaprzestania służby z powodu choroby,
14. nabycia obywatelstwa innego państwa[19].

## Stopnie służbowe
Art. 66 Ustawy o Agencji Bezpieczeństwa Wewnętrznego i Agencji Wywiadu reguluje stopnie służbowe obowiązujące w AW:
- korpus szeregowych: – szeregowy – starszy szeregowy,
- korpus podoficerów: – kapral – starszy kapral – plutonowy – starszy plutonowy – sierżant – starszy sierżant – sierżant sztabowy – starszy sierżant sztabowy,
- korpus chorążych: – młodszy chorąży – chorąży – starszy chorąży – młodszy chorąży sztabowy – chorąży sztabowy – starszy chorąży sztabowy,
- korpus oficerów: – podporucznik – porucznik – kapitan – major – podpułkownik – pułkownik – generał brygady.

Kolejny artykuł ustawy wymienia podmioty właściwe do mianowania na następujące po sobie stopnie służbowe – stopień szeregowego uzyskuje się w momencie przyjęcia do służby. Na kolejne stopnie w korpusie szeregowych i podoficerów funkcjonariuszy AW mianuje ich przełożony mający uprawnienia w zakresie spraw osobowych. Na stopnie w korpusie chorążych mianuje Szef Agencji lub upoważniony przełożony, zaś na pierwszy stopień oficerski oraz na stopień generała brygady mianuje Prezydent RP na wniosek Prezesa Rady Ministrów. Na pozostałe stopnie oficerskie mianuje Premier.
Aby uzyskać stopień w korpusie podoficerów lub chorążych, należy spełnić kilka warunków. Są to:
- Pozytywna opinia służbowa
- Zajmowane stanowisko służbowe
- Zaliczenie odpowiedniego egzaminu

Ponadto w przypadku próby awansu na stopień oficerski wymagane jest wykształcenie wyższe.
Stopnie podoficerów, chorążych, oficerów i generałów są dożywotnie. Utrata stopnia może nastąpić w trzech przypadkach:
- w momencie utraty obywatelstwa polskiego,
- w momencie otrzymania prawomocnego orzeczenia środka karnego pozbawienia praw publicznych,
- w momencie skazania prawomocnym wyrokiem sądu na karę pozbawienia wolności za przestępstwo popełnione w wyniku motywacji zasługującej na szczególne potępienie[19].

Decyzję o utracie, pozbawieniu lub obniżeniu stopnia służbowego decyduję przełożony właściwy do mianowania na ten stopień. Z wyjątkiem utraty lub pozbawienia stopnia podporucznika i stopnia generała brygady decydentem jest Prezydent Rzeczpospolitej Polskiej. O utracie lub pozbawieniu pozostałych stopni w korpusie oficerów decyzję podejmuje Prezes Rady Ministrów.
Jeśli stopień został usunięty, może on zostać również przywrócony wyłącznie w czterech przypadkach:
- w przypadku uchylenia prawomocnego orzeczenia środka karnego pozbawienia praw publicznych,
- w przypadku uchylenia prawomocnego skazania na karę pozbawienia wolności za przestępstwo popełnione w wyniku motywacji zasługującej na szczególne potępienie,
- w przypadku uchylenia decyzji, na podstawie której doszło do utraty lub pozbawienie stopnia,
- w przypadku uchylenia kary dyscyplinarnej obniżenia stopnia[19].

## Nadzór nad AW
Szef AW jako centralny organ administracji rządowej podlega bezpośrednio premierowi (art. 3 ust. 1 i 2). W ramach nadzoru premier określa kierunki działania AW w drodze wiążących wytycznych oraz przyjmuje roczny plan działania na rok następny (składany na trzy miesiące przed końcem roku kalendarzowego) i coroczne sprawozdanie z działalności Agencji, składane do 31 stycznia (art. 7 i art. 13 ust. 1). Do kompetencji premiera należy wyrażanie zgody na współpracę AW z organami i służbami innych państw (art. 8 ust. 2) oraz powoływanie i odwoływanie szefa Agencji (art. 14). W drodze zarządzeń premier nadaje statut AW określający organizację wewnętrzną (art. 20 ust. 1). Premier może powierzyć część uprawnień nadzorczych specjalnie powołanemu ministrowi koordynatorowi lub ministrowi resortowemu (minister kierujący działem administracji rządowej). Zadania i uprawnienia koordynatora są uregulowane w drodze rozporządzenia Prezesa Rady Ministrów. Obecnie do zadań ministra koordynatora należy sprawowanie nadzoru i kontroli nad służbami specjalnymi, koordynacja ich działań oraz wspieranie Rady Ministrów w kształtowaniu kierunków polityki rządu dotyczącej służb specjalnych. W zakresie kontroli i nadzoru minister koordynator odpowiada za wyznaczanie kierunków rozwoju i funkcjonowania służb, monitorowanie realizacji zadań, zatwierdzanie corocznych sprawozdań i planów oraz ocenę ich realizacji, wyznaczanie celów i kierunków rozwoju współpracy międzynarodowej, rozpatrywanie skarg na działalność służb, przeprowadzanie kontroli i ocena stosowania przez służby specjalne uprawnień umożliwiających ingerencję w prawa i wolności człowieka i obywatela. W zakresie koordynacji działań służb minister koordynator jest zobowiązany do organizowania i zapewnienia współpracy służb specjalnych z innymi służbami i instytucjami realizującymi zadania w zakresie bezpieczeństwa państwa, wyrażanie zgody na współdziałanie AW z właściwymi organami i służbami innych państw, zapewnianie efektywnego wykorzystania informacji dotyczących strategicznych interesów państwa, rozstrzyganie sporów kompetencyjnych między służbami specjalnymi. Oddelegowanie znacznej części obowiązków nadzorczych na ministra nie zmienia jednak stosunku bezpośredniej podległości służby premierowi, który wciąż zachowuje część uprawnień (m.in. powoływanie i odwoływanie szefa należy do wyłącznych uprawnień premiera). Organem opiniodawczo-doradczym wspierającym premiera w nadzorze nad służbami jest działające przy Radzie Ministrów Kolegium ds. Służb Specjalnych (art. 11).

## Kontrola nad AW
Organem parlamentarnej (politycznej) kontroli nad szefem AW jest Sejm (art. 3 ust. 3). Wyspecjalizowanym organem Izby w zakresie kontroli nad służbami specjalnymi jest Sejmowa Komisja ds. Służb Specjalnych. Oprócz komisji parlamentarzyści mogą wykorzystać przysługujące im prawo do zapytań i interpelacji poselskich do członków Rady Ministrów (w tym premiera sprawującego nadzór nad ABW) jako narzędzia kontroli służącego do uzyskania informacji o działalności Agencji (art. 115 Konstytucji RP).
W przypadku kontroli operacyjnej działalność AW na terytorium Polski jest dopuszczona wyłącznie za pośrednictwem szefa ABW (art. 6 ust. 3). Tym samym należy założyć, że kontrola nad czynnościami operacyjnymi przeprowadzanymi przez AW na terytorium Polski jest taka sama jak w przypadku kontroli operacyjnej przeprowadzanej przez ABW.
Sądy administracyjne kontrolują decyzje administracyjne wydawane przez szefa oraz pełnią funkcję instytucji odwoławczej jego decyzji. Z perspektywy mechanizmów kontroli dotyczy to m.in. odmowy udzielenia informacji publicznej. Uchylenie decyzji szefa przez sąd nie oznacza, że szef automatycznie ma wydać pozytywną decyzję. Decyzja powraca wtedy do pierwszej instancji (tj. premiera). Kontrola sądów administracyjnych obejmuje również stosowanie przepisów Kodeksu pracy i Kodeksu postępowania administracyjnego w zakresie warunków pracy, normowania czasu pracy oraz nawiązywania i rozwiązywania stosunku służbowego.
Z racji na status szefa AW jako centralnego organu administracji rządowej jego działalność podlega kontroli Najwyższej Izby Kontroli (art. 2 ust. 1). Zadaniem NIK jest kontrola służby pod kątem zbadania funkcjonowania wewnętrznych mechanizmów działania, weryfikacji systemów zarządzania służbą, procedur i mechanizmów kontroli nad służbą oraz procesem naboru kandydatów. Raport z kontroli NIK przeprowadzonej w latach 2004–2005 negatywnie oceniła ABW i AW i WSI w zakresie wewnętrznego funkcjonowania oraz systemów kierowania i nadzoru, którym służby podlegają. W 2014 roku NIK przeprowadził kolejną kontrolę, jednak raport z niej został utajniony. Ówczesny Prezes NIK, w krótkim oświadczeniu stwierdził, że w wielu obszarach służby specjalne kontrolują same siebie. Od tego czasu NIK nie wykazała szczególnego zainteresowania przeprowadzeniem dalszej, bardziej szczegółowej kontroli AW.
Trybunał Konstytucyjny kontroluje Agencję z perspektywy badania zgodności podstaw prawnych jej działań z Konstytucją. Dotychczas działalność TK względem przepisów dotyczących AW jest mniej ingerująca niż miało to miejsce w przypadku ABW i CBA. Najczęściej orzecznictwo Trybunału podejmuje kwestię AW w ujęciu zbiorczym wraz z innymi służbami. Przykładowo TK odniósł się w wyroku z dnia 27 maja 2014 roku do przepisów emerytalnych funkcjonariuszy AW i innych służb. Wyjątkiem był wyrok TK dotyczący m.in. umocowania Wspólnoty Informacyjnej Rządu wskazujący na konieczność dodatkowego uregulowania statusu Wspólnoty.
Rzecznik Praw Obywatelskich kontroluje służby pod kątem naruszeń praw i wolności jednostki. Najczęściej działania RPO sprowadzają się do wnioskowania do TK o sprawdzenie zgodności ustawy, na podstawie której doszło do możliwego naruszenia praw z Konstytucją. Działalność RPO w odniesieniu do AW jest jednak znikoma. Dotychczasowi rzecznicy nie poświęcili szczególnej uwagi działalności Agencji Wywiadu. Kontrola nad AW została zbiorczo ujęta w ramach utworzonej w 2019 komisji ekspertów ds. przestrzegania praw obywatelskich w działaniach służb specjalnych, traktującej zbiorowo o polskich służbach. W 2020 komisja opublikowała wraz z Rzecznikiem wspólne stanowisko w kwestii przestrzegania praw i wolności przez służby w czasie pandemii COVID-19, jednak jego treść nie wspomina bezpośrednio AW.

## Współpraca krajowa i międzynarodowa
Szefowie ABW i AW oraz Szef Służby Kontrwywiadu Wojskowego, Szef Służby Wywiadu Wojskowego i Szef Centralnego Biura Antykorupcyjnego są zobowiązani do współdziałania w ramach realizacji swoich zadań (art. 42 ust.1). Zgodnie z przepisem ustawy, Prezes Rady Ministrów określi, w drodze zarządzenia, zakres i tryb współdziałania oraz szczegółowy rozdział kompetencji pomiędzy ABW, AW, Służbę Kontrwywiadu Wojskowego, Służbę Wywiadu Wojskowego i Centralne Biuro Antykorupcyjne (art. 42 ust. 2). Obecnie nie zostało opublikowane żadne zarządzenie dotyczące współpracy pomiędzy tymi służbami specjalnymi (stan na 09.06.2021 r.).
Historycznym przykładem takiego aktu normatywnego jest Zarządzenie nr 79 Prezesa Rady Ministrów z dnia 12 września 2003 r. w sprawie zasad, zakresu i trybu współdziałania oraz szczegółowego rozdziału kompetencji pomiędzy Agencję Bezpieczeństwa Wewnętrznego, Agencję Wywiadu i Wojskowe Służby Informacyjne. W zarządzeniu przedstawiono rodzaj współdziałania pomiędzy ABW, AW i WSI (art. 4), pomiędzy ABW i AW (art. 5), pomiędzy ABW i WSI (art. 6) oraz pomiędzy AW i WSI (art. 7).
Ustawa uznaje AW za koordynatora zarówno w obszarze gromadzenia, jak i wypracowywania propozycji wykorzystania wiedzy o potencjalnych zagrożeniach zewnętrznych Polski. Organy administracji rządowej zobowiązane są przekazywać Szefowi AW informacje istotne dla bezpieczeństwa zewnętrznego i międzynarodowej pozycji Rzeczypospolitej Polskiej.
Szef AW może nawiązać współpracę z właściwymi organami i służbami innych państw oraz z organizacjami międzynarodowymi po uprzednim uzyskaniu zgody Prezesa Rady Ministrów.

## Kontrowersje

### Tajne więzienia CIA w Polsce
Po 11 września 2001 r. USA rozpoczęło szereg operacji w ramach tzw. “wojny z terroryzmem”. Jej elementem był program tajnych więzień CIA, tzw. „czarnych miejsc” (black site), które znajdowały się m.in. w Europie. Ludzie byli uprowadzani, więzieni, przewożeni pomiędzy krajami, poddawani torturom.
Polska w ramach programu CIA posiadała na swoim terytorium w latach 2002–2003 tajne więzienie w ośrodku szkoleniowym AW w Starych Kiejkutach. Według doniesień dziennikarzy The Washington Post polski wywiad i CIA zawarły na początku 2003 r. umowę. Dwaj agenci CIA przekazali zastępcy dowódcy AW, płk Andrzejowi Derlatce – 15 mln dolarów za pomocą poczty dyplomatycznej i tak na mocy porozumienia amerykańskiemu wywiadowi na terenie ośrodka w Starych Kiejkutach wynajęta została willa z przeznaczeniem na black site. Miejsce otrzymało kryptonim „Quartz” i przetrzymywano oraz torturowano tam m.in. Abu Zubajda i Abd al Rahima al-Nashiriego.
W marcu 2008 roku, po długotrwałym okresie zaprzeczania, że takie więzienie CIA istniało na terenie Polski, polskie władze rozpoczęły śledztwo, które jednak wielokrotnie przerywano i utajniono jego efekty, uzasadniając to względami bezpieczeństwa państwa. Obydwaj poszkodowani mężczyźni złożyli skargi przed Europejskim Trybunałem Praw Człowieka (ETPCz) w 2011 i 2013 roku. 24 lipca 2014 r. ETPCz uznał Polskę winną naruszenia Europejskiej konwencji praw człowieka, w szczególności złamania zakazu tortur i innego złego traktowania, tajnego przetrzymywania i transferu osób do miejsc, w których groziły im kolejne naruszenia praw człowieka. Trybunał stwierdził, że Polska nie dopełniła obowiązku przeprowadzenia skutecznego śledztwa w sprawie i potwierdził, że ofiary i opinia publiczna mają prawo do prawdy.

### Przywłaszczenie pieniędzy
W sierpniu 2012 roku media dotarły do informacji, że z funduszu operacyjnego Agencji Wywiadu „zniknęła olbrzymia kwota”. Na początku 2014 r. Prokuratura Okręgowa w Warszawie przyznała, że zakończono śledztwo dotyczącego tego skandalu. Do sądu trafił akt oskarżenia, w którym dwóm mężczyznom zarzucono przywłaszczenie ok. 1,5 miliona złotych (w latach 2003–2012) na szkodę właśnie Agencji Wywiadu. Andrzejowi M., ówczesnemu funkcjonariuszowi publicznemu, postawiono cztery zarzuty: korupcyjnego przekroczenia uprawnień oraz przywłaszczenia na szkodę AW od 2003 r. do 2012 r. pieniędzy w łącznej kwocie 1,5 mln zł. Dariusz S. usłyszał cztery zarzuty przywłaszczenia pieniędzy w tym samym okresie. Pieniądze miały być wyprowadzane w kilku transzach, z przerwami.

### Afera respiratorowa
Doniesienia mediów dostarczyły danych, z których wynika, że Agencja Wywiadu ponosi odpowiedzialność za powierzenie zakupu respiratorów na kwotę niemal 200 mln złotych firmie uwikłanej w nielegalny proceder handlu bronią. Szef Agencji Wywiadu, Piotr Krawczyk, poprzez ministra koordynatora, zaproponował Ministerstwu Zdrowia zakup 1241 respiratorów, dając na to swoje gwarancje, w wyniku czego MZ odstąpiło od sprawdzenia kontrahenta, zrezygnowało z typowych zabezpieczeń kontraktu i zapłaciło zaliczkę w wysokości 154 mln złotych za zamówiony towar, a kontrahent nie wywiązał się ze swoich zobowiązań. Mowa konkretnie o firmie E&K należącej do byłego handlarza bronią – Andrzeja Izdebskiego.
14 kwietnia 2020 r. MZ podpisało umowę z firmą E&K na zakup respiratorów, jednak ustalony termin ich dostarczenia nie został dotrzymany. Po wielomiesięcznych opóźnieniach Izdebski dostarczył jedynie 200 respiratorów – niekompletnych, bez gwarancji, serwisu i części zamiennych. Wiceminister zdrowia Janusz Cieszyński zawarł tuż przed swoim odejściem z Ministerstwa Zdrowia porozumienie z Andrzejem Izdebskim, w którym zobowiązał się on, że spłaci zaległości do końca października. Porozumienie podpisano na początku sierpnia, 17 sierpnia Janusz Cieszyński odszedł z resortu, a firma E&K mimo zobowiązań nie zapłaciła wyznaczonej kwoty. Dopiero na początku listopada, gdy w MZ nowym ministrem był już Adam Niedzielski, przestało obowiązywać porozumienie podpisane w sierpniu przez Cieszyńskiego. Ministerstwo wystąpiło do Prokuratorii Generalnej RP o wszczęcie postępowania o zabezpieczenie i zapłatę w związku z nieuregulowaniem zaległych płatności przez firmę E&K.
Afera respiratorowa wpłynęła na wizerunek Agencji Wywiadu. Podniosły się głosy, że jako odpowiedzialna za aferę, wykazała się nieudolnością i brakiem profesjonalizmu. Zdaniem niektórych komentatorów, AW została przyłapana na próbie działań przestępczych.
29 stycznia 2021 r. wicepremier i szef komitetu ds. bezpieczeństwa Jarosław Kaczyński wydał oświadczenie w sprawie afery, w którym stwierdził, że decyzja została podjęta na podstawie przekazanych informacji od służb specjalnych, a które nie dostrzegły przeciwwskazań. Dodał także, że służby podjęły działania ex post, w którym oceniły, iż po stronie Ministerstwa Zdrowia nie wykryto żadnych przesłanek wskazujących na możliwość nadużyć.